# Бананал
Бананал (порт. Bananal) — муниципалитет в Бразилии, входит в штат Сан-Паулу. Составная часть мезорегиона Вали-ду-Параиба-Паулиста. Входит в экономико-статистический микрорегион Бананал. Население составляет 10 185 человек на 2006 год. Занимает площадь 616,320 км². Плотность населения — 16,5 чел./км².
Праздник города — 10 июля.

## История
Город основан в 1783 году.

## Статистика
- Валовой внутренний продукт на 2003 составляет 55.956.793,00 реалов (данные: Бразильский институт географии и статистики).
- Валовой внутренний продукт на душу населения на 2003 составляет 5.613,08 реалов (данные: Бразильский институт географии и статистики).
- Индекс развития человеческого потенциала на 2000 составляет 0,758 (данные: Программа развития ООН).

## География
Климат местности: горный тропический. В соответствии с классификацией Кёппена, климат относится к категории Cwa.